# Seattle Kraken
I Seattle Kraken sono una squadra di hockey su ghiaccio della National Hockey League con sede a Seattle, nello Stato di Washington, negli Stati Uniti d'America. Il loro esordio è avvenuto nella stagione NHL 2021-2022. La squadra gioca le partite casalinghe a Seattle nella Climate Pledge Arena.

## Storia
Il 4 dicembre 2018, la NHL approvò la proposta di Seattle Hockey Partners — un gruppo guidato da David Bonderman, Jerry Bruckheimer e Tod Leiweke — per fornire una franchigia di espansione alla città di Seattle. Il 23 luglio 2020, NHL Seattle annunciò che la squadra avrebbe preso il nome di Seattle Kraken.
È la prima squadra professionistica di hockey di Seattle dai Seattle Totems della Western Hockey League che giocarono la loro ultima partita nel 1975. La squadra disputa le proprie gare interne alla Climate Pledge Arena, una versione ristrutturata della KeyArena, in precedenza utilizzata dagli ora trasferiti Seattle SuperSonics della National Basketball Association (NBA).

### Prime stagioni (2021-presente)
I Kraken firmarono il loro primo giocatore, Luke Henman, il 12 maggio 2021. Il 24 giugno l’organizzazione assunse Dave Hakstol come suo primo capo-allenatore. Il 28 giugno il club annunciò gli Charlotte Checkers come sua prima affiliata della American Hockey League (AHL), condividendoli con i Florida Panthers.
Un expansion draft fu tenuto il 21 luglio, in maniera simile al precedente tenuto nel 2017 per i Vegas Golden Knights, che vennero esclusi dall’expansion draft 2021. Tra le selezioni degne di nota vi furono Jordan Eberle dai New York Islanders e Mark Giordano dai Calgary Flames. I Kraken scelsero poi Matty Beniers come secondo assoluto nel Draft NHL 2021. I Kraken firmarono anche altri diversi giocatori, tra cui il portiere Philipp Grubauer e agli attaccanti Jaden Schwartz e Alexander Wennberg. L’11 ottobre la squadra nominò Mark Giordano suo primo capitano.

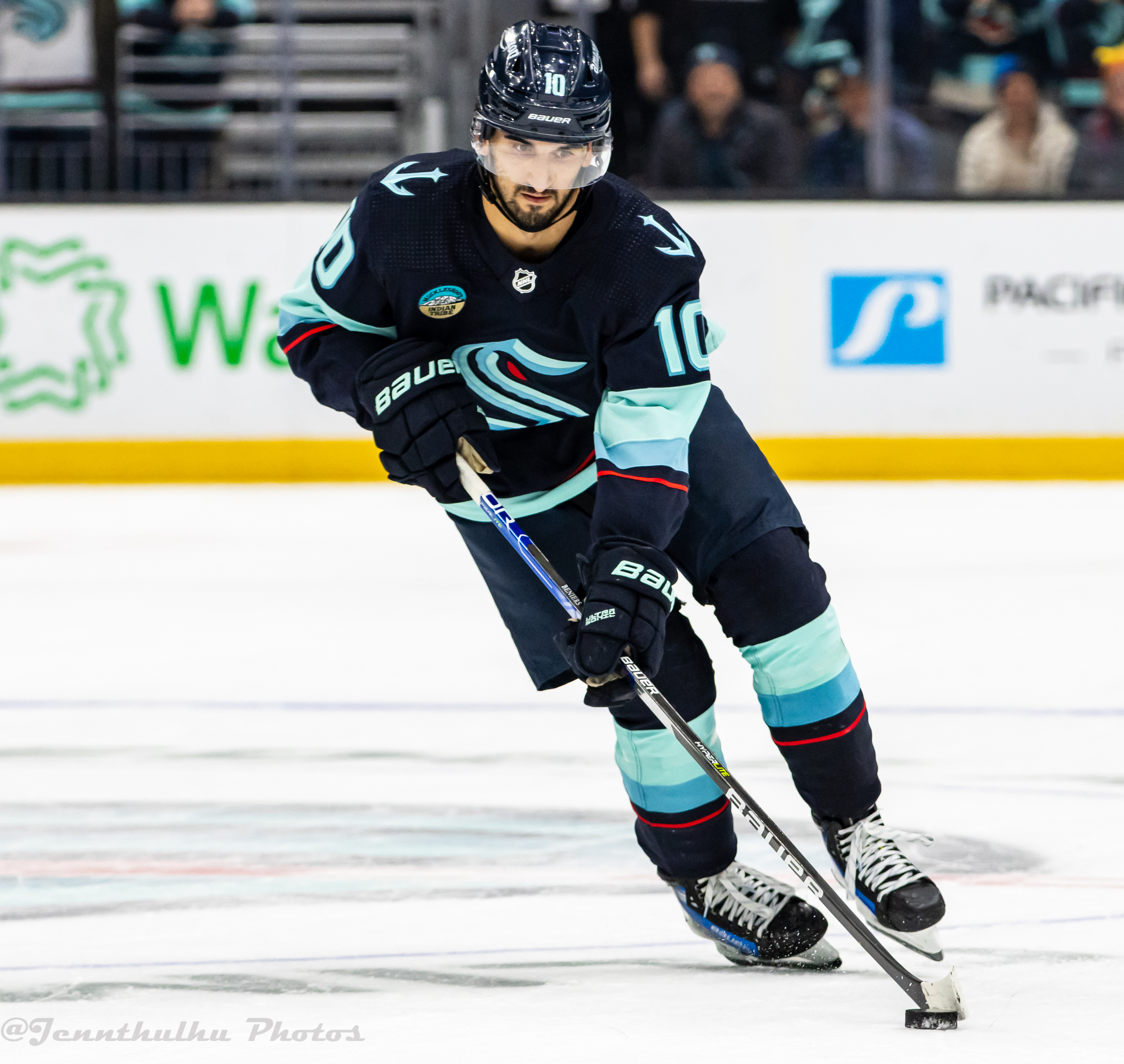
Matty Beniers fu la prima scelta nel draft della storia dei Kraken

I Kraken disputarono la loro prima partita nella stagione regolare il 12 ottobre, perdendo per 4-3 contro i Vegas Golden Knights, con Ryan Donato che segnò il primo goal della loro storia. La prima vittoria giunse nella seconda partita, battendo i Nashville Predators 4-3. Dopo una sconfitta per 6-1 contro i Philadelphia Flyers, il portiere Joey Daccord fu nominato titolare al posto di Grubauer nella sconfitta per 4-2 contro i New Jersey Devils. La squadra disputó la prima gara interna alla Climate Pledge Arena il 23 ottobre, una sconfitta per 4-2 contro i Vancouver Canucks. Prima della partita i Kraken ritirarono il numero di maglia 32, per essere stati la 32ª franchigia della NFL e in onore dei 32.000 tifosi che avevano fatto un deposito per i biglietti il primo giorno disponibile. La prima vittoria in casa fu il 26 ottobre contro i Montreal Canadiens. Il portiere Chris Driedger disputò la prima gara come titolare con i Kraken il 9 novembre, nella sconfitta 4-2 contro i Golden Knights. La squadra ebbe diverse strisce di sconfitte durante la stagione. Tuttavia, Philipp Grubauer fece registrare il primo shutout della franchigia, facendo registrare 19 parate nella vittoria per 3-0 sui New York Islanders. Il 20 marzo 2022, i Kraken rimasero senza capitano dopo che Giordano fu scambiato con i Toronto Maple Leafs. Seattle fu eliminata matematicamente dalla caccia ai playoff il 30 marzo dopo una sconfitta per 3-0 contro i Golden Knights. La stagione inaugurale si chiuse all’ultimo posto della division con un bilancio di 27-49-6 e 60 punti.
La seconda stagione dei Kraken fu molto migliore per i Kraken in termini di vittorie. Il 13 luglio 2022 la squadra acquisì Martin Jones con un contratto di un anno. Questi debutto con i Kraken il 13 ottobre, in una vittoria per 4-1. All’inizio di gennaio, Jones guidò i Kraken a una striscia di otto vittorie consecutive. Il 4 aprile la squadra si qualificò per i suoi primi playoff come wild card della Western Conference con un record di 46-28-8 e 100 punti. Il 13 aprile fu annunciato che l’attaccante André Burakovsky avrebbe saltato il primo turno di playoff, dopo avere perso le ultime 33 gare della stagione regolare, per infortunio. Il 30 aprile i Kraken batterono i Colorado Avalanche nel primo turno, diventando il primo expansion team nella storia della NHL a vincere la sua prima serie di playoff contro i campioni in carica della Stanley Cup. I Kraken persero contro i Dallas Stars nel secondo turno in sette partite. Il 26 giugno Matty Beniers vinse il Calder Memorial Trophy come rookie dell’anno della NHL.
I Kraken faticarono in attacco nella loro terza annata, segnando solo 217 goal. Prima dell’inizio della stagione rifirmarono il portiere Joey Daccord. A dicembre e gennaio, dopo otto sconfitte consecutive, Daccord partì come titolare in otto gare su nove, durante un record di franchigia di nove vittorie consecutive. Durante quella striscia, Daccord giocò nell’NHL Winter Classic, dove divenne il primo portiere a non subire goal nella storia dell’evento nel 3-0 sui Vegas Golden Knights. Due giorni prima del termine degli scambi, i Kraken cedettero Wennberg ai New York Rangers per una scelta del secondo e del quarto giro. Il club fu eliminato dalla caccia ai playoff il 3 aprile, dopo una sconfitta per 5-2 contro i Los Angeles Kings. La stagione si chiuse con un record di 34-35-13 e 81 punti. Il 29 aprile il capo-allenatore Dave Hakstol fu licenziato, venendo sostituito dall’allenatore dei Coachella Valley Firebirds Dan Bylsma il 28 maggio.

## Record stagione per stagione
| Abbreviazione | Definizione           |
| ------------- | --------------------- |
| PG            | Partite giocate       |
| V             | Vittorie              |
| S             | Sconfitte             |
| OTL           | Sconfitte in overtime |
| Pts           | Numero di punti       |
| GF            | Gol fatti             |
| GS            | Gol subiti            |

| Stagione  | Regular Season | Regular Season | Regular Season | Regular Season | Regular Season | Regular Season | Regular Season | Regular Season      | Postseason | Postseason | Postseason | Postseason | Postseason | Postseason       |
| Stagione  | PG             | V              | S              | OTL            | Pts            | GF             | GS             | Posizione finale    | PG         | V          | S          | GF         | GS         | Posizione finale |
| --------- | -------------- | -------------- | -------------- | -------------- | -------------- | -------------- | -------------- | ------------------- | ---------- | ---------- | ---------- | ---------- | ---------- | ---------------- |
| 2021-2022 | 82             | 27             | 49             | 6              | 60             | 216            | 285            | 8º Pacific Division | —          | —          | —          | —          | —          | Non qualificati  |
|           | 82             | 27             | 49             | 6              | 60             | 216            | 285            |                     | —          | —          | —          | —          | —          |                  |

## Numeri ritirati
- 32: è stato ritirato il 23 ottobre 2021, subito dopo la prima partita di stagione regolare in casa, per essere stata la 32ª squadra della NHL e in onore dei 32.000 tifosi che hanno effettuato un deposito per i biglietti il primo giorno disponibile.[17]
- 99: è stato ritirato per tutta la NHL in onore di Wayne Gretzky.[39]